# Звёздные врата: Атлантида (сезон 4)
Четвёртый сезон начинается с членами экспедиции, работающими в поте лица чтобы сохранить крохи энергии от разряженного модуля нулевой точки (МНТ). Тем временем, их вовсю разыскивает полковник Картер на «Аполлоне». Доктор Вейр находится на грани смерти, когда Маккей решает активизировать асуранских нанороботов в её теле чтобы спасти её жизнь. Затем, он составляет дерзкий план по краже асуранского МНТ с помощью Вейр. Но команде удаётся сбежать лишь чудом, а Вейр оказывается в плену. Картер становится новым командиром Атлантиса, хотя многие члены экспедиции надеются спасти Вейр.

## Эпизоды
| № общий | № в сезоне | Название                                                      | Дата премьеры    |
| --- | ---------- | ------------------------------------------------------------- | ---------------- |
| 61 | 1          | «Дрейф (вторая часть)» «Adrift»                               | 28 сентября 2007 |
| Атлантида вынырнула из гиперпространства в неизвестной точке. Луч репликаторов сильно повредил магистральную электропроводку в городе, и потери энергии препятствуют продолжению полёта. Пока Маккей и Зеленка пытаются вернуть город в гиперпространство, доктор Келлер изо всех сил борется за жизнь смертельно раненной Элизабет Вейр. |            |                                                               |                  |
| 62 | 2          | «Единственная надежда (третья часть)» «Lifeline»              | 5 октября 2007   |
| Энергии в МНТ Атлантиды оставалось на считанные часы. Единственным спасением мог стать только новый МНТ. По случайности, мощности джампера как раз хватало, чтобы добраться до планеты репликаторов. На дело отправились Шепард, Маккей, Вейр и Декс. Элизабет была их козырем, но все понимали, что эту карту могут разыграть и репликаторы. |            |                                                               |                  |
| 63 | 3          | «Воссоединение» «Reunion»                                     | 12 октября 2007  |
| Земляки Ронана обращаются к атлантийцам с просьбой помочь в атаке на военную базу рейфов. В ходе операции им придется столкнуться с неожиданным врагом. |            |                                                               |                  |
| 64 | 4          | «Призрак-двойник» «Doppelganger»                              | 19 октября 2007  |
| Во время очередной миссии Шепард случайно становится носителем некого бестелесного инопланетянина. Гость пытается общаться с атлантийцами через их сны, вот только сны становятся жуткими кошмарами. С Джоном в роли Фредди Крюгера. |            |                                                               |                  |
| 65 | 5          | «Кочевники» «Travelers»                                       | 26 октября 2007  |
| Шепарда пленила очаровательная Ларрин, предводительница расы скитальцев. В отличие от большинства рас Пегаса этот народ решил укрываться от рейфов не на планете, а в космосе — многие поколения сменялись на кораблях, бороздящих галактику. Некоторое время назад они заметили появление новой силы в Пегасе, и их заинтересовало наличие у Джона гена атлантийцев. |            |                                                               |                  |
| 66 | 6          | «С чистого листа» «Tabula Rasa»                               | 2 ноября 2007    |
| Всю Атлантиду поразил вирус, вызывающий потерю памяти. Не затронул он только Ронана и Тейлу. Всем придется объединить усилия, чтобы срочно найти лекарство, пока память не исчезла полностью. |            |                                                               |                  |
| 67 | 7          | «Пропавшие» «Missing»                                         | 9 ноября 2007    |
| Тейла в компании доктора Келлер отправилась на Новый Атос, куда был переселен её народ, но теперь таинственно исчез. Там они практически сразу столкнулись с примитивным воинственным народом, от которого приходится спасаться бегством. |            |                                                               |                  |
| 68 | 8          | «Провидец» «The Seer»                                         | 16 ноября 2007   |
| Поиск атозианцев приводит Тейлу к человеку, который обладает необычайным провидческим даром. Он не только рассказывает ей, что её народ жив, хоть и сокрыт тьмой, а будущему Атлантиды угрожают ульи рейфов, летящие к ней. Кроме этого он знает, что Тейла беременна, хоть пока и никому не сказала об этом. |            |                                                               |                  |
| 69 | 9          | «Перекресток Миллер» «Miller's Crossing»                      | 30 ноября 2007   |
| После воссоединения семьи, Родни поддерживал постоянный контакт со своей сестрой, и когда это стало известно не тем людям, Джинни попала в ловушку. Маккей отправился искать её, но угодил в ту же западню. Они оказались в лаборатории медицинской корпорации, занимавшейся созданием лекарств на основе инопланетных технологий. Президент корпорации решил вылечить свою дочь, смертельно больную лейкемией, с помощью нанитов. Но девочке стало только хуже. Пока Маккей с сестрой занимался их перепрограммированием, на Землю прибыла команда атлантийцев, чтобы участвовать в поисках пропавших товарищей. |            |                                                               |                  |
| 70 | 10         | «Суета земная (первая часть)» «This Mortal Coil»              | 7 декабря 2007   |
| Когда неизвестный снаряд неожиданно попадает в Атлантиду, вся команда приходит в ужас, предполагая, что это репликаторы нашли город. Но Шепард понимает, что странности только начинаются. |            |                                                               |                  |
| 71 | 11         | «Помяни мои грехи (вторая часть)» «Be All My Sins Remember'd» | 4 января 2008    |
| Команда желает уничтожить асуран раз и навсегда, собирая флот из кораблей-ульев для борьбы вместе с «Дедалом» и «Аполлоном». Не все корабли желают ввязываться в бой, а сама экспедиция может привести к событиям вне их контроля. |            |                                                               |                  |
| 72 | 12         | «Боевые трофеи (третья часть)» «Spoils of War»                | 11 января 2008   |
| Команда Атлантиды успешно захватывает корабль-улей, повреждённый в совместной битве против асуран. В процессе, они извлекают критическую информацию которая может помочь им в их непрекращающейся борьбе с рейфами. |            |                                                               |                  |
| 73 | 13         | «Карантин» «Quarantine»                                       | 18 января 2008   |
| Атлантис неожиданно инициирует режим изоляции: все двери заблокированы, радиосвязь не работает, жители маленькими группами отрезаны друг от друга в разных отсеках. Картер и Зеленка застряли в транспортере, и Шепарду с Лорном довольно легко удается освободить их. Для дальнейшего продвижения по городу им приходится задействовать вентиляцию. Маккей не сразу узнаёт о проблемах, приятно проводя время в ботанической лаборатории своей подруги, Кейти Браун. |            |                                                               |                  |
| 74 | 14         | «Хармони» «Harmony»                                           | 25 января 2008   |
| На знакомой планете, Шепард и Маккей соглашаются провести принцессу Хармони к храму, где она сможет стать королевой. Но даже это простое задание усложняется присутствием отряда дженай охотящихся на Гармонию по приказу её сестры. |            |                                                               |                  |
| 75 | 15         | «Изгой» «Outcast»                                             | 1 февраля 2008   |
| После смерти отца Шепарда, он и Ронон возвращаются на Землю чтобы помянуть его, но узнают что случилось кое-что невероятное — на Земле буянит человекоподобный репликатор. Расследовав ситуацию, они понимают что он был нелегально создан земными учёными. |            |                                                               |                  |
| 76 | 16         | «Трио» «Trio»                                                 | 8 февраля 2008   |
| На другой планете, Маккей, Келлер и Картер оказываются запертыми в пещере, без возможности выбраться. Чтобы скоротать долгие часы, это трио пытается узнать друг друга получше. |            |                                                               |                  |
| 77 | 17         | «Мидуэй» «Midway»                                             | 15 февраля 2008  |
| Мидуэй — аэропорт в г. Чикаго, шт. Иллинойс, США, который (несмотря на то, что имеет статус международного) используется преимущественно для внутренних рейсов. Название космической станции в сериале дано по аналогии с этим аэропортом.</ref> (англ. Midway) По просьбе Картер, Тил’к путешествует в Атлантиду чтобы помочь Ронону, когда Международный Комитет начинает ему угрожать. Когда между двумя воинами начинает возникать трение, они узнают что группа рейфов пробралась на космическую станцию Мидуэй и Землю.                                                                                     |            |                                                               |                  |
| 78 | 18         | «Кровные узы. Часть 1» «The Kindred. Part 1»                  | 22 февраля 2008  |
| Загадочная новая эпидемия охватывает галактику Пегас. Тейла уверена что отец её ребёнка пытается связаться с ней посредством телепатических видений на тему чумы… но виновником видений оказывается старый знакомый экспедиции. |            |                                                               |                  |
| 79 | 19         | «Кровные узы. Часть 2» «The Kindred. Part 2»                  | 29 февраля 2008  |
| Вся команда в шоке при появлении Карсона Беккетта в одежде Майкла. Но для того чтобы он смог вернуться в Атлантиду, команде придётся провести отчаянную операцию по излечению друга; но эта операция может оказаться на руку Майклу. Тейла обнаруживает важную информацию о её племени. |            |                                                               |                  |
| 80 | 20         | «Последний (первая часть)» «The Last Man»                     | 7 марта 2008     |
| Шепард возвращается с рутинного задания и обнаруживает Атлантиду заброшенной и окружённой песчаными дюнами. Оставшись последним в Атлантиде, он должен узнать причину этого загадочного события. |            |                                                               |                  |